# Хайкоу
Хайко́у — місто в Китаї, адміністративний центр провінції Хайнань, порт на північному сході острова Хайнань. Населення 830 192 осіб (2006).

## Клімат
Місто знаходиться у зоні, котра характеризується вологим субтропічним кліматом. Найтепліший місяць — липень із середньою температурою 29.4 °C (85 °F). Найхолодніший місяць — січень, із середньою температурою 18.3 °С (65 °F).
| Клімат Хайкоу           | Клімат Хайкоу | Клімат Хайкоу | Клімат Хайкоу | Клімат Хайкоу | Клімат Хайкоу | Клімат Хайкоу | Клімат Хайкоу | Клімат Хайкоу | Клімат Хайкоу | Клімат Хайкоу | Клімат Хайкоу | Клімат Хайкоу | Клімат Хайкоу |
| Показник                | Січ.          | Лют.          | Бер.          | Квіт.         | Трав.         | Черв.         | Лип.          | Серп.         | Вер.          | Жовт.         | Лист.         | Груд.         | Рік           |
| Абсолютний максимум, °C | 32            | 37            | 40            | 37            | 42            | 42            | 37            | 38            | 38            | 33            | 33            | 32            | 42            |
| Середній максимум, °C   | 20            | 21            | 25            | 28            | 31            | 32            | 32            | 31            | 30            | 27            | 24            | 21            | 27            |
| Середня температура, °C | 18            | 19            | 22            | 25            | 28            | 28            | 29            | 28            | 27            | 25            | 22            | 18            | 24            |
| Середній мінімум, °C    | 15            | 16            | 19            | 22            | 25            | 26            | 25            | 25            | 25            | 23            | 20            | 16            | 21            |
| Абсолютний мінімум, °C  | 5             | 7             | 7             | 13            | 16            | 21            | 16            | 22            | 15            | 16            | 10            | 6             | 5             |
| Норма опадів, мм        | 20            | 30            | 40            | 90            | 170           | 210           | 200           | 210           | 270           | 170           | 90            | 40            | 1600          |
| ----------------------- | ------------- | ------------- | ------------- | ------------- | ------------- | ------------- | ------------- | ------------- | ------------- | ------------- | ------------- | ------------- | ------------- |
| Джерело: Weatherbase    |               |               |               |               |               |               |               |               |               |               |               |               |               |

## Галерея

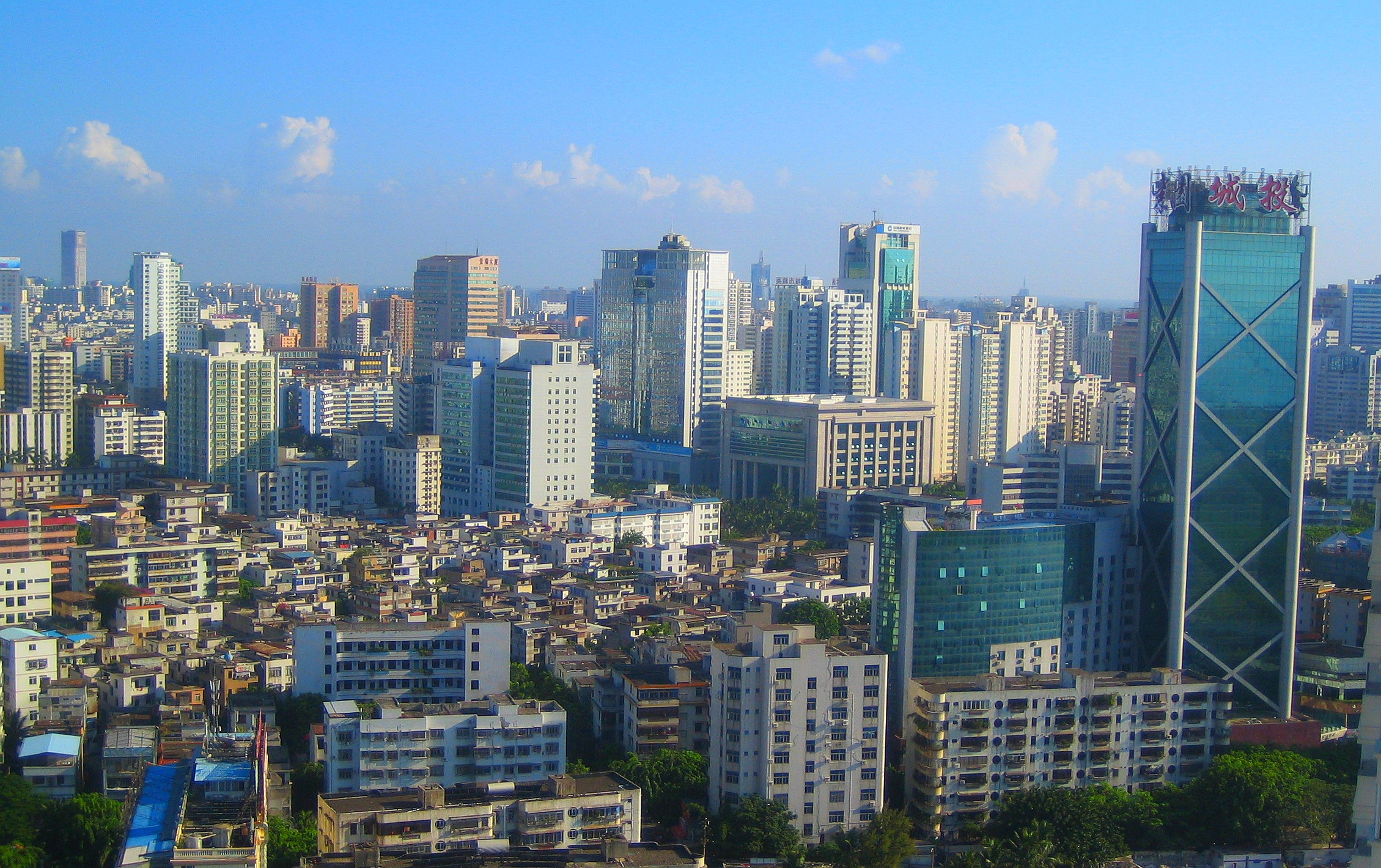
Вид на південну частину міста з траси Бін-Хай
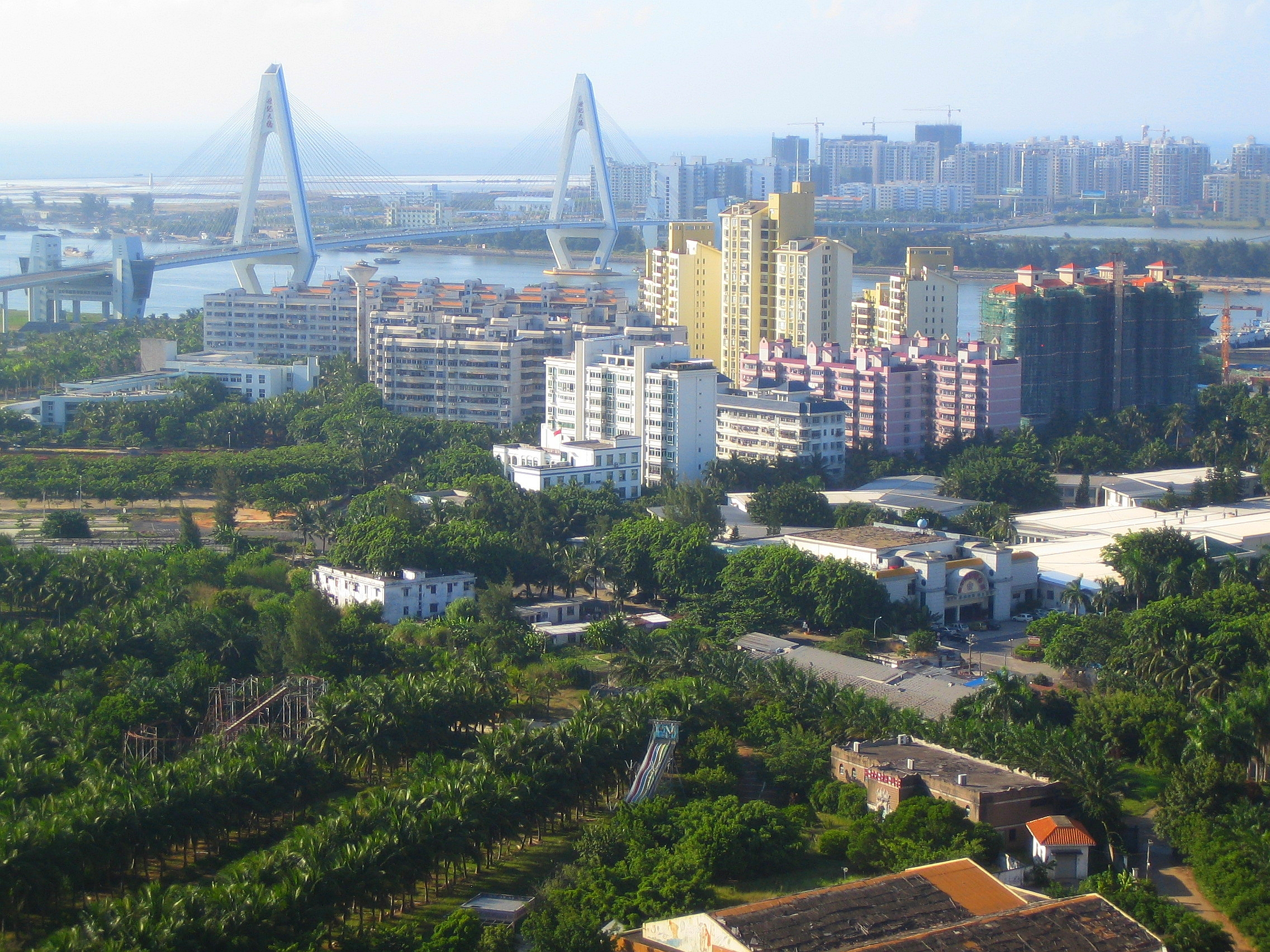
Міст Haikou Century, що з’єднує острів Хайдіан через річку Хайдіан
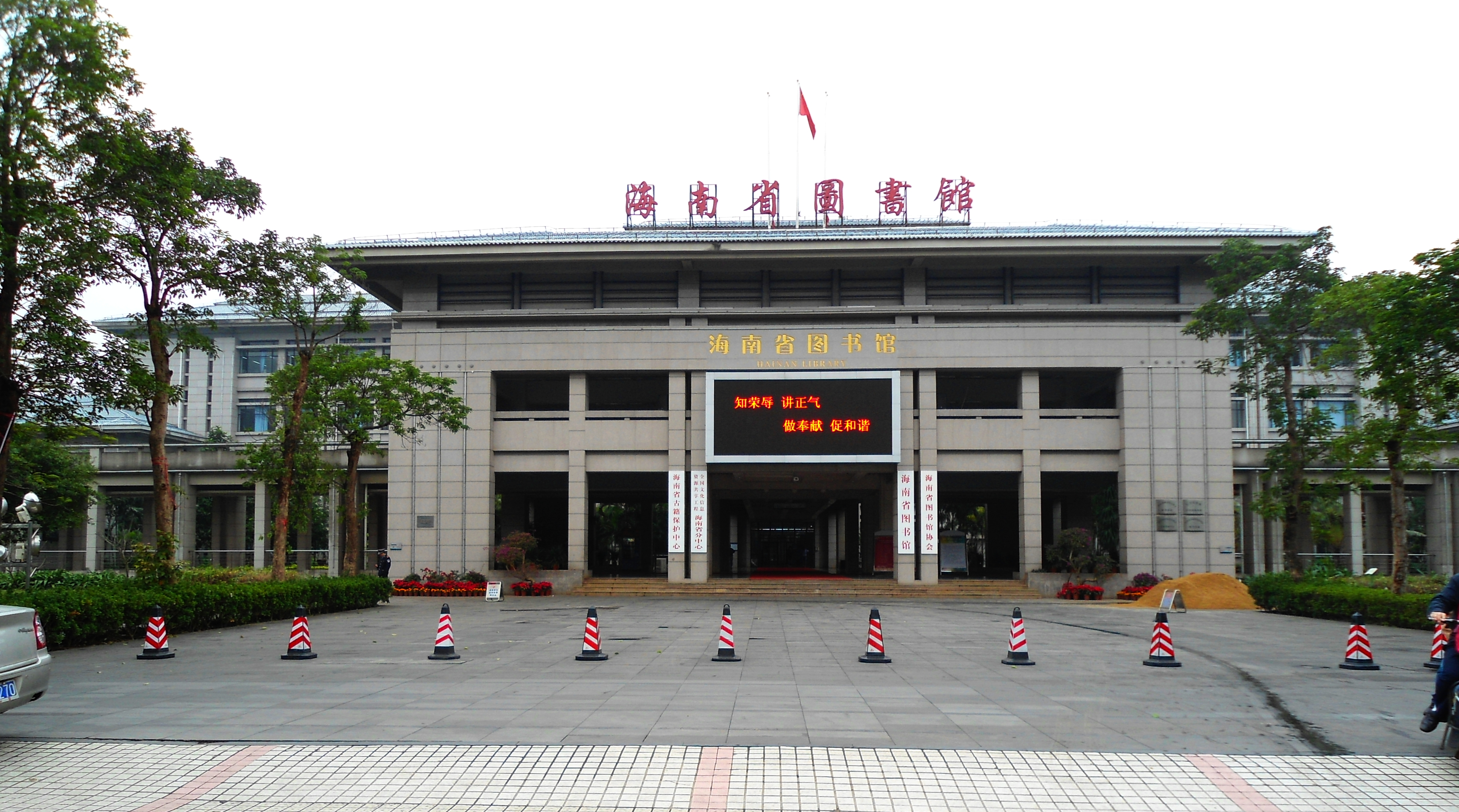
Хайнанська муніципальна бібліотека
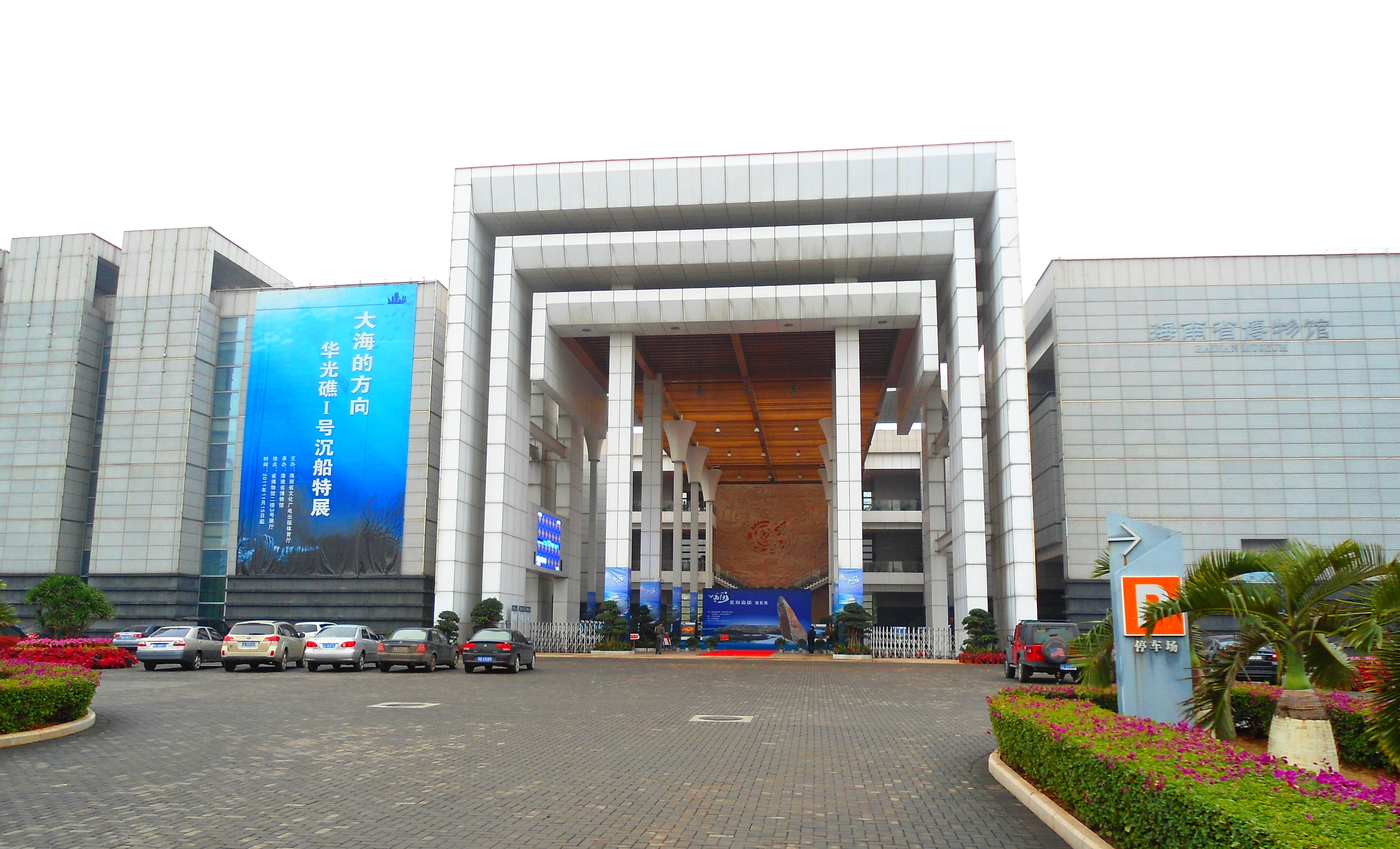
Хайнанський муніципальний музей
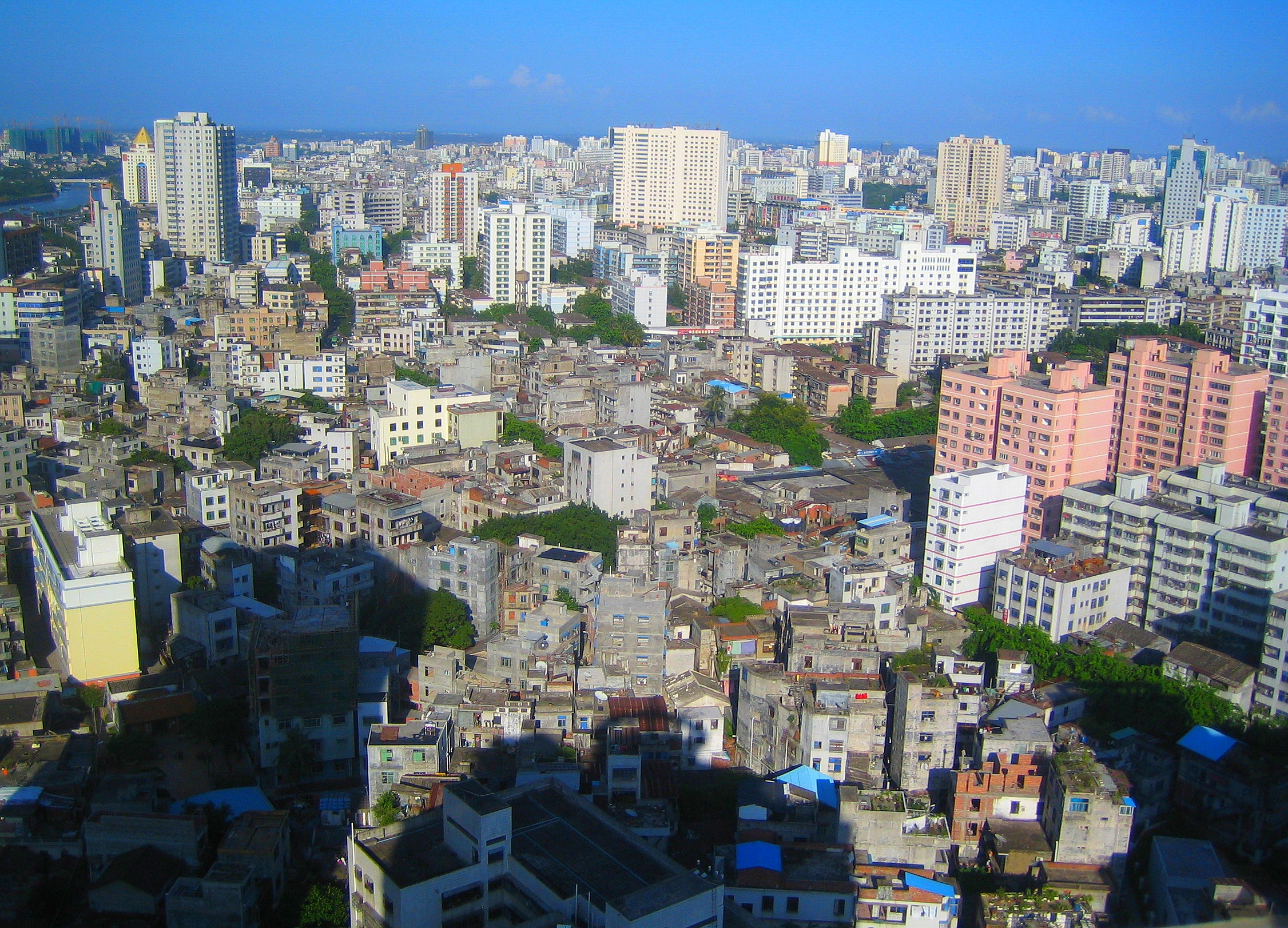
Вид на східну частину міста з Вічнозеленого парку
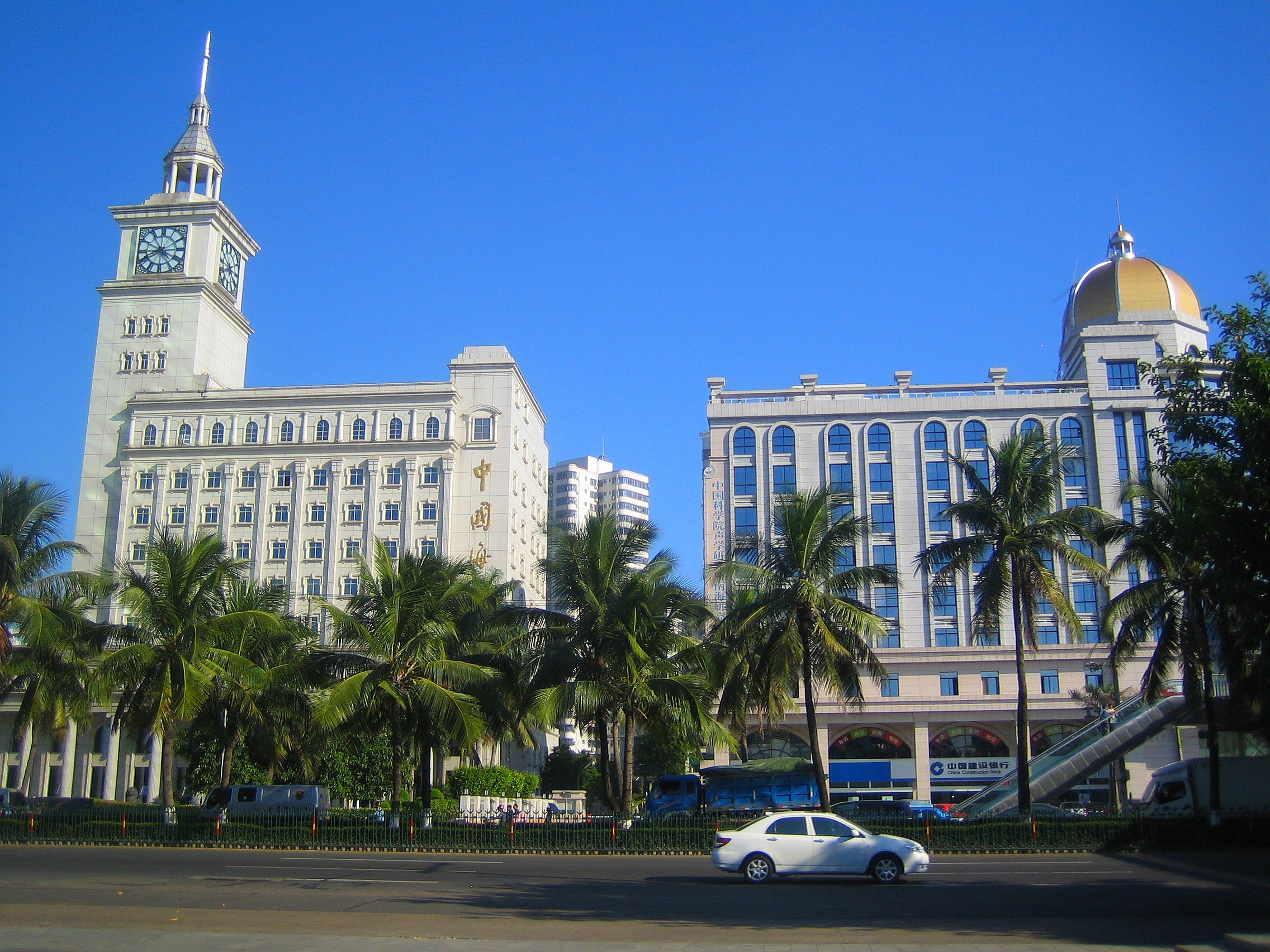
Митниця